# كلير تومالين
كلير تومالين (بالإنجليزية: Claire Tomalin)‏ (من مواليد كلير ديلافيناي في 20 يونيو 1933) هي كاتبة وصحفية إنجليزية، معروفة بسيرها الذاتية على تشارلز ديكنز وتوماس هاردي وصمويل بيبيس وجين أوستن وماري وولستونكرافت.

## السيرة الذاتية
ولدت تومالين  'كلير ديلافيناي'  في 20 يونيو 1933 في لندن ، ابنة الأكاديمي الفرنسي [إميل دلافيناي] والملحن الإنجليزي موريل هيربرت.

## التعليم
تلقت تومالين تعليمها في مدرسة هيتشن للبنات  وهي مدرسة قواعد حكومية سابقة في هيتشن في هارتفوردشير ، ومدرسة دارتينجتون هول، a former boarding school in Dartington, near توتنس, in ديفون, and كلية نيونهام at the جامعة كامبريدج. مدرسة داخلية سابقة في دارتنجتون، بالقرب من توتنيس، في ديفون ، وكلية نيونهام في جامعة كامبريدج.

## روابط خارجية
- كلير تومالين على موقع IMDb (الإنجليزية)
- كلير تومالين على موقع قاعدة بيانات الفيلم (الإنجليزية)